# 舍爾申齊
47°59′8″N 29°0′40″E / 47.98556°N 29.01111°E
舍爾申齊（烏克蘭語：Шершенці）是位於烏克蘭西南部的村莊，由敖德萨州波季利斯克区的科迪馬市鎮負責管轄。該村始建於十六世紀，面積7.59平方公里，海拔高度162米，2001年人口1,555，人口密度每平方公里204.87人。